# Antonie Melišová-Körschnerová
Antonie Melišová-Körschnerová, rozená Körschnerová (13. září 1833 Pešť – 7. února 1894 Sezemice u Pardubic) byla česká spisovatelka, básnířka, novinářka, dramatička, překladatelka z francouzštiny a angličtiny, a feministka. Patřila k prvním česky publikujícím autorkám, roku 1861 pak začala jakožto první česká redaktorka vydávat časopis Lada, vůbec první český časopis určený ženám.

## Život

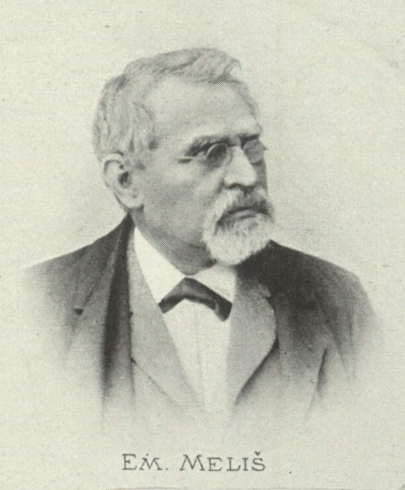
Manžel Emanuel Antonín Meliš (1831–1916)

### Mládí
Narodila se v Budapešti v české rodině. V Praze získala dobré vzdělání, naučila se mj. anglicky a francouzsky. Koncem 50. let 19. století zřídila v Praze dívčí vzdělávací ústav, jenž přes 10 let řídila. Od roku 1860 přispívala básněmi do časopisů Dalibor, Lumír a Boleslavan. Roku 1861 se provdala za spisovatele a novináře Emanuela Antonína Meliše (1831–1916), redaktora časopisu Dalibor, kterého pojala za manžela v rámci tzv. redaktorské svatby, při níž všichni zúčastnění, nevyjímajíce ani oddávajícího kněze, byli redaktory.

### ČasopisLada
Téhož roku založila a redigovala beletristický a módní časopis Lada, vůbec první české periodikum určené především čtenářkám. Časopis byl vydáván v češtině, uveřejňoval kratší literární díla domácích i zahraničních autorů či informoval o modních trendech, redakčně byl tvořen podle především francouzských dámských časopisu a v českém vlasteneckém duchu. Sama Körschnerová do něj mj. přispívala svými povídkami. Vinou finančních obtíží však v tehdy silném německojazyčném prostředí časopis zanikl roku 1865.
Roku 1874 přijala místo redaktorky Módní přílohy časopisu Květy, téhož roku pak začala redigovat módní časopis Bazar, orientovaný na ženské čtenářky, který vedla až do smrti. Nadále se pak věnovala novelistické, básnické i dramatické tvorbě. S manželem prožili část života v Pardubicích, z kteréhožto kraje Emanuel pocházel. Závěr života strávila na svém venkovském sídle Melišovka nedaleko městečka Sezemice poblíž Pardubic.

### Úmrtí
Antonie Melišová-Körschnerová zemřela 7. února 1894 ve svém domě nedaleko Sezemic u Pardubic ve věku 60 let. Pohřbena byla 10. února 1894 na hřbitově v Sezemicích.

## Dílo (výběr)
- Deklamovánky i básně k besedám (1863)
- Nauka o ručních pracích (učebnice, 1864)[4]
- Humoresky (1873 a 1883)

### Veselohry
- Bál se tricbinc
- Havlíčkovy boty
- Chtěla mít hrdinu
- Osudné dostaveníčko!
- Filolog v nesnázích

### Básně
- Otročník
- Muž bez slzí

### Překlady
- René de Fayelles: Tři dni v Číně (z francouzštiny)